# 布赖地区埃尔伯夫
布赖地区埃尔伯夫（法語：Elbeuf-en-Bray，法語發音：[ɛlbœf ɑ̃ bʁɛ]）是法国诺曼底大区滨海塞纳省的一个市镇，属于迪耶普区。 

## 地理
布赖地区埃尔伯夫（49°29'15"N, 1°38'35"E）面积10.65 平方千米，位于法国诺曼底大区滨海塞纳省，迪耶普东南约66公里，D57和D204公路的交界处。 
与布赖地区埃尔伯夫接壤的市镇（或旧市镇、城区）包括：布赖地区阿韦讷、布雷蒙捷-梅尔瓦勒、屈圣菲亚克尔、布赖地区古尔奈。
布赖地区埃尔伯夫的时区为UTC+01:00、UTC+02:00（夏令时）。

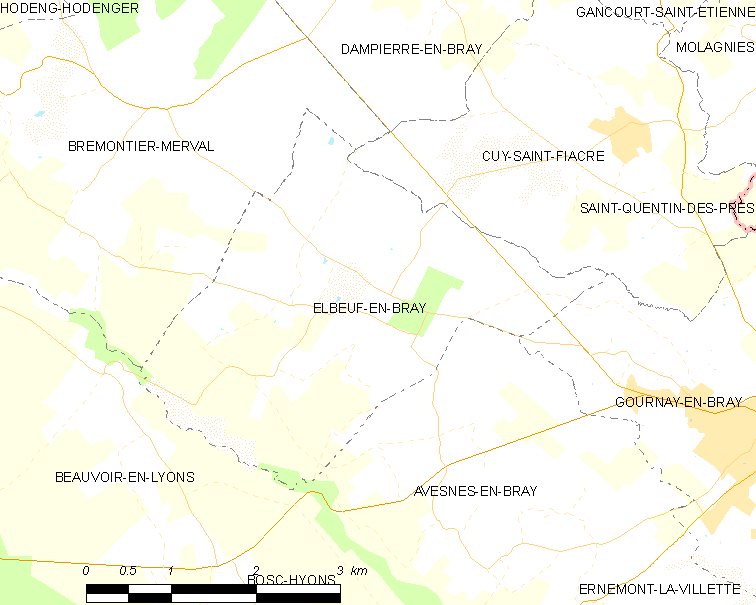
布赖地区埃尔伯夫的OSM定位图

## 行政
布赖地区埃尔伯夫的邮政编码为76220，INSEE市镇编码为76229。

## 政治
布赖地区埃尔伯夫所属的省级选区为布赖地区古尔奈县。

## 人口

1962-2008年间布赖地区埃尔伯夫人口变化图示

布赖地区埃尔伯夫于2022年1月1日时的人口数量为393人。